# Provincia Ogooué-Lolo
Provincia Ogooué-Lolo este una dintre cele 9 unități administrativ-teritoriale de gradul I ale statului Gabon.